# جورج مونت
جورج مونت (انگلیسی: George Mount؛ زادهٔ ۱۴ سپتامبر ۱۹۵۵) دوچرخه‌سوار اهل ایالات متحده آمریکا است. وی در بازی‌های المپیک تابستانی ۱۹۷۶ شرکت کرده است.